# Jan de Pontremulo
Jan de Pontremulo (zm. 25 czerwca 1400) – biskup Pizy.
Doktor obojga praw, kapelan papieski, referendarz papieża Bonifacego IX. 28 listopada 1392 został biskupem Massy. 1 marca 1392 został wyznaczony do misji w Polsce, na Litwie i Inflantach. W 1393 uczestniczył w rokowaniach polsko-krzyżackich. 9 września 1394 został biskupem Pizy.